# Jan Bury
Jan Bury (Przeworsk; 1 de Outubro de 1963 — ) é um político da Polónia. Ele foi eleito para a Sejm em 25 de Setembro de 2005 com 12050 votos em 23 no distrito de Rzeszów, candidato pelas listas do partido Polskie Stronnictwo Ludowe.
Ele também foi membro da Sejm 1991-1993, Sejm 1993-1997, and Sejm 2001-2005.